# استییاک
استییاک (به فرانسوی: Estillac) بخشی (کمون) در جنوب غربی فرانسه واقع در شهرستان لو-ا-گرون (Lot-et-Garonne) و در  ناحیه آکیتن می‌باشد.

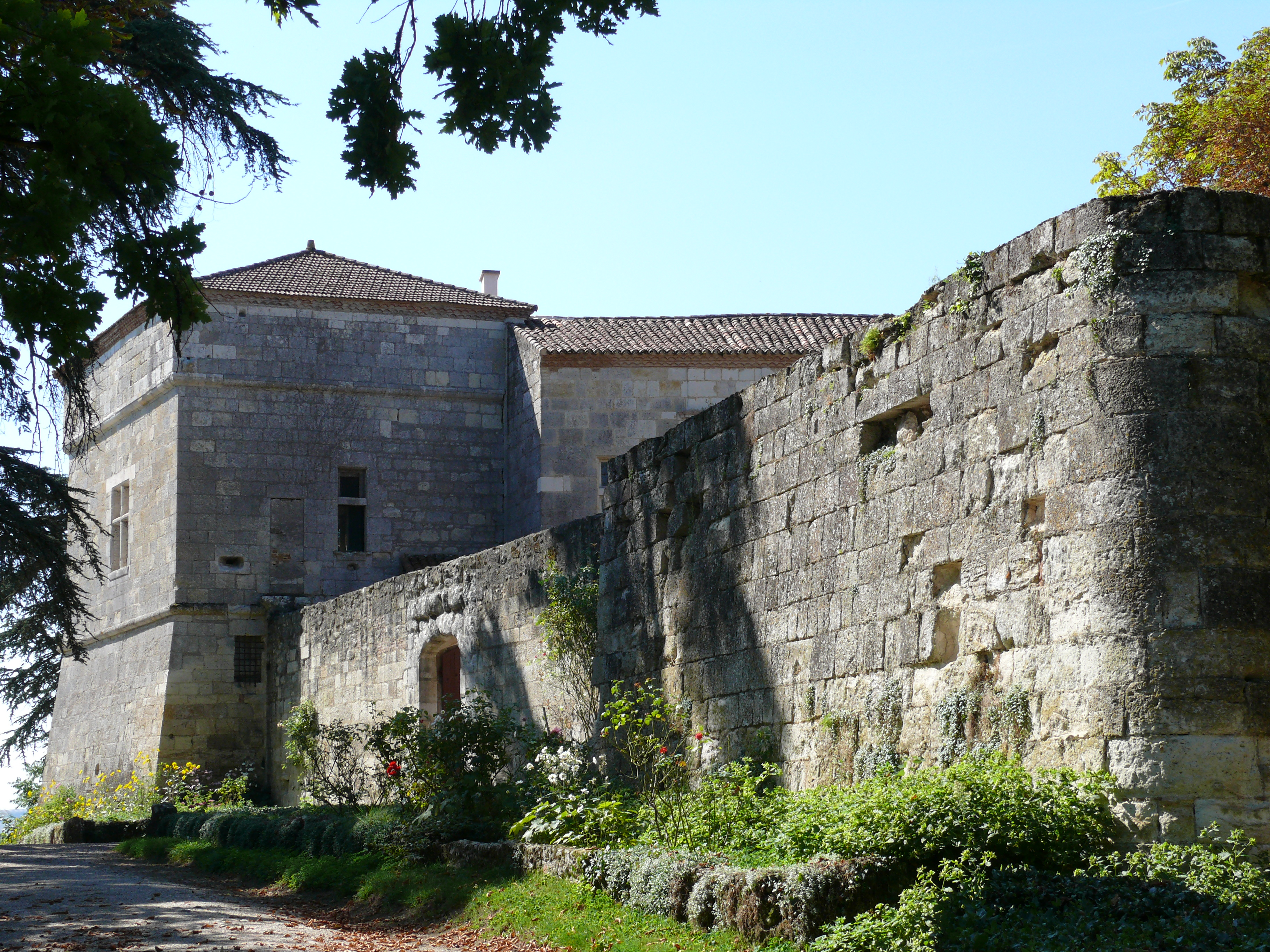
قلعه دومانلوک، استییاک
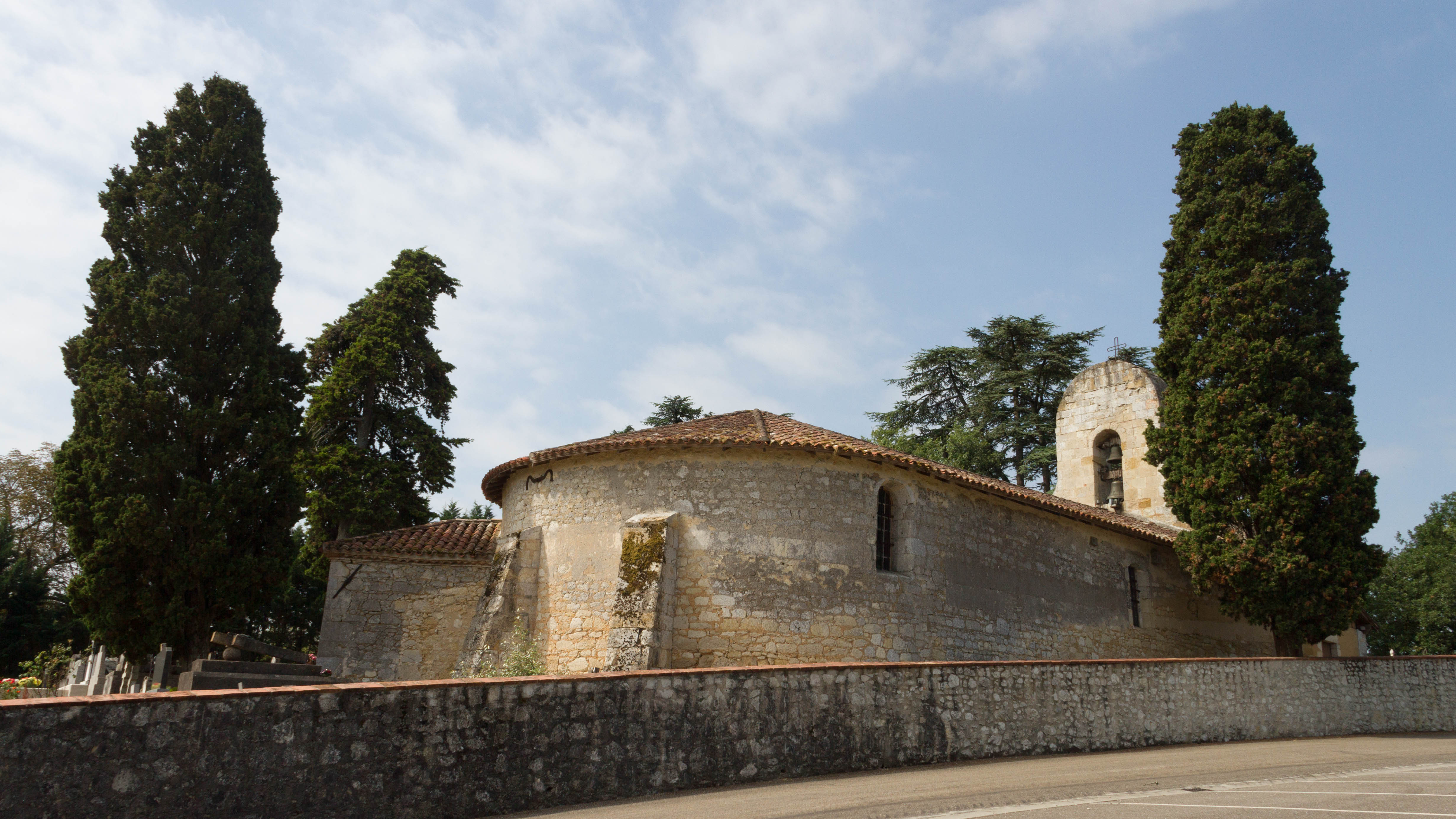
کلیسای سنت ژان باپتیست